# 小林彦五郎
小林 彦五郎（こばやし ひこごろう、1867年7月31日〈慶応3年7月1日〉 - 1944年〈昭和19年〉4月28日）は、日本の教育者、聖職者。立教女学校（現・立教女学院）校長、立教高等女学校校長、立教大学元教授、日本聖公会の聖職者。財団法人聖路加女子専門学校（現・聖路加国際大学）理事。

## 人物・経歴
岡山出身。大阪・英和学舎（立教大学の前身の一つ）で学び、テオドシウス・ティングの薫陶を受ける。1886年（明治19年）3月には、授業日数を増やすなどの要求から生じた同校の学生運動では、元田作之進（後の立教大学初代学長）とともに急先鋒となり、改善を求める運動を行った。同1886年（明治19年）にヘンリー・ページ（Henry D. Page）よりキリスト教の洗礼を受けた。
立教大学校で学んだ後、1891年（明治24年）にアメリカに留学し、ヴァージニア州のヴァージニア神学校、マサチューセッツ州のエピスコパル神学校（Episcopal Divinity School）で神学を修める。
帰国後、旧制立教中学校で教鞭を取るとともに、東京・築地の聖三一教会（立教教会）で司牧する。1896年（明治31年）、ジョン・マキム主教から司祭按手を受けて、青森の聖アンデレ教会の牧師として伝道に従事する。
1896年（明治31年）から、1901年（明治34年）にかけてジョン・デヴィスの『教會史要』4巻を山縣雄杜三とともに訳した。『教會史要』は1901年（明治34年）5月に根岸由太郎も訳出している。
その後、立教女学校（現・立教女学院）で教え、1902年（明治35年）から校長となり、1942年（昭和17年）まで40年間の長きに渡ってその職を務めた。その間、立教女学院附属尋常小学校校長も兼務する。また、1902年（明治35年）に聖路加病院で看護教育が開始された当初、看護学生たちは、立教女学校校長で、聖公会の司祭であった小林からキリスト教を学んでいる。
1907年（明治40年）には、立教学院校友会（現・立教大学校友会）の初代会長を務めた。
1910年（明治43年）からは立教大学教授も兼務し、その後も大正から昭和初期にかけて、同教授として宗教学や宗教史を講じている。
1921年（大正10年）には、同級生の石井亮一が創設した滝乃川学園の第2代理事長も務めた。
1923年（大正12年）にはヴァージニア神学校から名誉神学博士号を授与された。ヴァージニア神学校のサイトには、名出保太郎と同時にアジア人として最初に名誉博士号を授与されたとの記載があることから、実際の授与年は翌1924年（大正13年）の可能性もある。
1940年（昭和15年）に日本聖公会北関東教区により、永田寿美宅が「小金井講義所」として認定されると、管理司祭として教区より立教高等女学校校長の小林彦五郎が派遣された。同司祭により同年3月11日に東京府知事に設立申請が提出されたが、この日が小金井聖公会の創立記念日になっている。

## 主な著作
- 『教會史要』ジョン・デヴィス編著 小林彦五郎,山縣雄杜三合訳 日本聖公会出版会社 1898年12月
- 『基督教徒の品性』ヂエー・アール・イーリングオース著 小林彦五郎訳 普光社 1909年8月
- 『婦人修養と実際』小林彦五郎, 村田天籟著 一星社 1911年5月
- 『基督教徒の品性』ヂエー・アール・イーリングオース著 小林彦五郎訳 日本聖公会出版社 1913年
- 『永生不死』小林彦五郎著 小林彦五郎著作刊行会 1959年11月